# Угорські руни
Угорські руни (угор. rovás írás (МФА: /ʁovaːʃ iːʁaːʃ/), дослівно: різьблене письмо) — рунічна писемність, якою користувалися угорці до початку XI століття, коли перший християнський король Стефан I Святий ввів латиницю. Серед угорських рун розрізняють більш архаїчні письмена Карпатського басейну (угор. Kárpát-medencei rovásírás), що використовувалися ще до приходу угорців у Паннонію, і пізніші власне угорські, або угорсько-секейські (угор. székely-magyar rovásírás) письмена.
Самоназва угорських рун походить від угор. слова róni (різьблення, вирізати), яке в свою чергу походить від прото-фіно-угорського кореня ró.
Угорські руни ніяк не пов'язані з німецькими рунами, а походять від давньотюркської рунічної писемності і не були споріднені болгарським рунам. Поширена в сучасній угорській науці теорія говорить, що безпосередніми попередниками угорських рун могли бути степові руни аварів.
Найдавнішим написом на угорсько-секейських рунах може вважатися виявлений в 1999 році в районі села Бодрог в медьє Шомодь напис на фрагменті кістки, походження якої оцінюється як початок X століття н. е. Перший повний запис абеткових знаків угорського рунічного письма було зроблено в 1483 році в чеському Мікулові (Нікольсбург по-німецьки) і містить 46 буквених знаків. У віддалених частинах Трансильванії писемність використовувалася аж до середини XIX століття.

## Сучасне використання

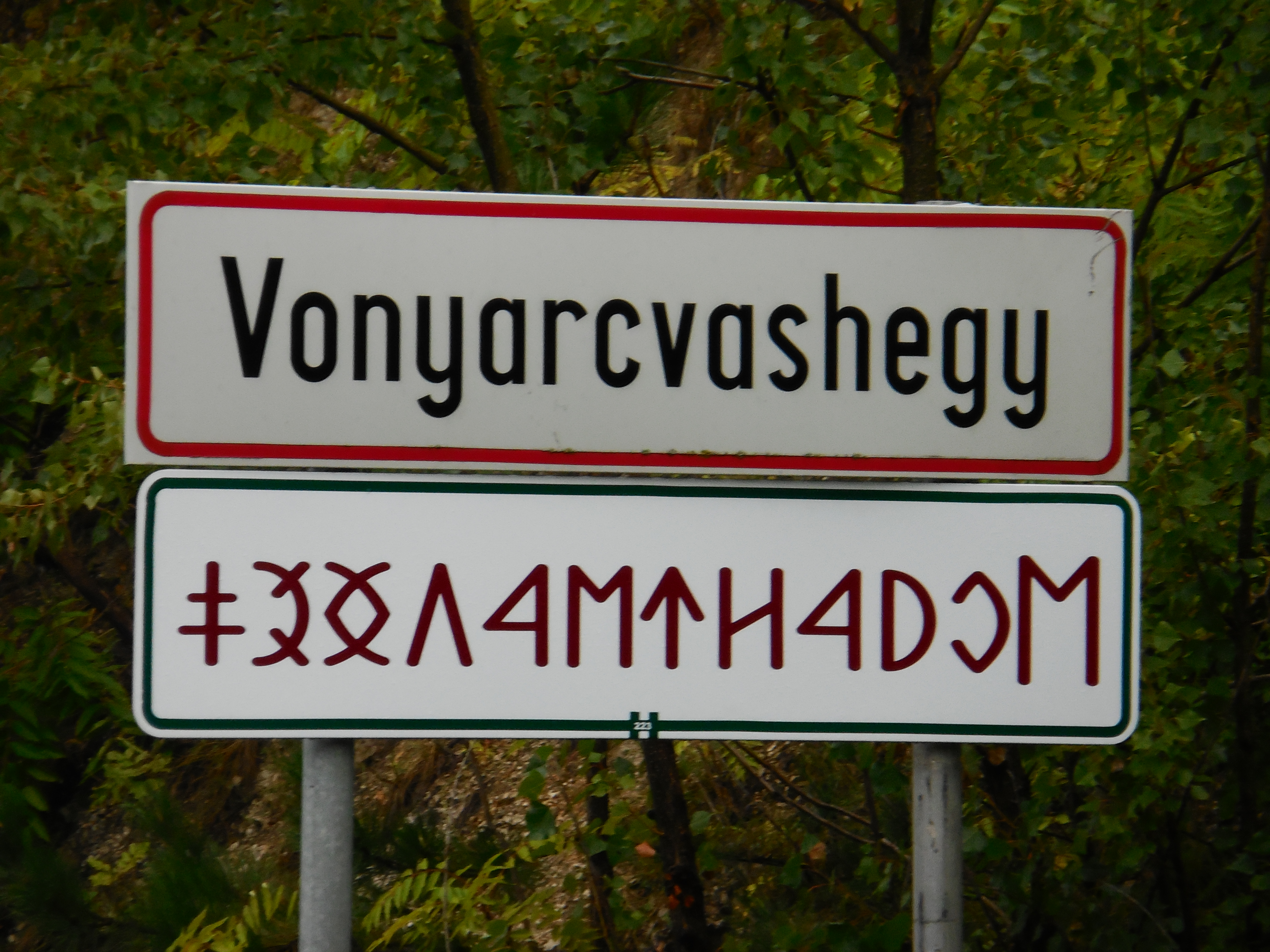
Покажчик міста Вонярцвашхедь латинськими літерами і рунами

Угорськими рунами дубльовані дорожні покажчики при в'їзді у багатьох угорських містах.